# Вестал (Нью-Йорк)
Вестал (англ. Vestal) — місто (англ. town) в США, в окрузі Брум штату Нью-Йорк. Населення — 29 313 особи (2020).

## Демографія
Згідно з переписом 2010 року, у місті мешкали 28 043 особи в 8938 домогосподарствах у складі 5710 родин. Було 9432 помешкання
Расовий склад населення:
| - 82,9 % — білих - 10,8 % — азіатів - 3,2 % — чорних або афроамериканців - 0,2 % — корінних американців - 1,0 % — осіб інших рас |

До двох чи більше рас належало 1,8 %. Частка іспаномовних становила 3,3 % від усіх жителів.
За віковим діапазоном населення розподілялося таким чином: 15,3 % — особи молодші 18 років, 68,6 % — особи у віці 18—64 років, 16,1 % — особи у віці 65 років та старші. Медіана віку мешканця становила 30,7 року. На 100 осіб жіночої статі у місті припадало 96,2 чоловіків;  на 100 жінок у віці від 18 років та старших — 94,6 чоловіків також старших 18 років.
Середній дохід на одне домашнє господарство  становив 84 950 доларів США (медіана — 61 993), а середній дохід на одну сім'ю — 105 724 долари (медіана — 77 881). Медіана доходів становила 52 637 доларів для чоловіків та 41 291 долар для жінок. За межею бідності перебувало 13,4 % осіб, у тому числі 16,0 % дітей у віці до 18 років та 3,2 % осіб у віці 65 років та старших.
Цивільне працевлаштоване населення становило 11 351 особа. Основні галузі зайнятості: освіта, охорона здоров'я та соціальна допомога — 38,3 %, мистецтво, розваги та відпочинок — 11,1 %, роздрібна торгівля — 10,7 %.